# Wesley Verhoek
Wesley Verhoek (Leidschendam, 25 september 1986) is een Nederlands voormalig profvoetballer die bij voorkeur als rechtsbuiten speelde.

## Clubcarrière

### ADO Den Haag
Verhoek debuteerde na de winterstop van het seizoen 2004/2005 in het betaalde voetbal. De jonge speler maakte indruk bij de technische staf en de Haagse supporters. Door zijn optredens werd hij ook jeugdinternational. Verhoek kan zowel als rechtsbuiten als linksbuiten gebruikt worden. Aan het begin van het seizoen 2011/2012 zou hij gaan voetballen voor Nottingham Forest. Beide clubs waren al rond, maar de aanvaller besloot, toen hij al in Engeland was, zelf af te zien van een transfer. Zijn jongere broer John speelde in seizoen 2011/12 samen met hem bij ADO Den Haag. Op twee oktober 2011 scoorden Verhoek en zijn broer allebei in de wedstrijd Feyenoord - ADO Den Haag (0-3). Een prestatie die vijftien jaar eerder voor het laatst werd geleverd. Op 24 november 1996 troffen namelijk de broers Dennis en Gérard de Nooijer namens Sparta doel in de wedstrijd tegen Willem II.

### FC Twente
In de winter van seizoen 2011/12 vertrok hij naar FC Twente. Hij tekende een contract voor 4,5 jaar.
Op 24 maart 2012 maakte de Hagenaar zijn debuut voor de Tukkers, tegen zijn oude club ADO Den Haag. In de 81e minuut maakte Leroy Fer plaats voor Verhoek. Bij zijn debuut in de Grolsch Veste een week later scoorde Verhoek zijn eerste doelpunt voor de Tukkers tegen Roda JC. Zijn doelpuntenproductie bleef bij dit ene doelpunt.

### Feyenoord
Op 31 augustus 2012 werd bekend dat Verhoek betrokken werd in een ruildeal met Jerson Cabral. Cabral tekende voor vier jaar bij FC Twente en Verhoek tekende voor vier jaar bij Feyenoord. Zijn eerste doelpunt voor Feyenoord maakte hij op 21 oktober 2012 uit tegen VVV-Venlo. Hoewel hij in zijn eerste half jaar bij Feyenoord een basisplaats had, verloor hij deze in het daaropvolgende seizoen. Nadat hij, onder Fred Rutten, in het seizoen 2014-2015 niet meer in aanmerking kwam voor een basisplaats, verkaste hij in de winterstop op huurbasis naar Go Ahead Eagles. Toen na zijn terugkeer duidelijk werd er ook onder de nieuwe trainer Giovanni van Bronckhorst weinig sportief perspectief was, liet hij zijn nog een jaar doorlopende contract ontbinden.

### Pune City
Begin september 2015 verbond Verhoek zich tot januari 2016 aan FC Pune City dat uitkwam in de Indian Super League. De club, die eigendom was van Hrithik Roshan, acteur in Bollywoodfilms, en Serie A-club Fiorentina, zag in Verhoek een versterking op de flanken. In India was David Platt zijn trainer en speelde hij samen met onder andere samen met Adrian Mutu, Tuncay Sanli, Kostas Katsouranis en Didier Zokora. De keuze voor India was vooral ingegeven door culturele interesse in het land.
Verhoek speelde uiteindelijk een half jaar in India, waarin hij 6 wedstrijden speelde. Nadat zijn contract in januari 2016 afliep, lukte het hem niet meer een club te vinden. In juni 2017 maakte Verhoek bekend zijn profcarrière te beëindigden. Hierna speelde hij nog een seizoen voor zondag Hoofdklasser DHC Delft, waarna hij ook zijn prof-amateur carrière beëindigde.

## Statistieken
| Seizoen         | Club            |                    | Competitie          | Competitie | Competitie | Beker | Beker | Continentaal1 | Continentaal1 | Overig2 | Overig2 | Totaal | Totaal |
| Seizoen         | Club            | Wed.               | Competitie          | Dlp.       | Wed.       | Dlp.  | Wed.  | Dlp.          | Wed.          | Dlp.    | Wed.    | Dlp.   |        |
| --------------- | --------------- | ------------------ | ------------------- | ---------- | ---------- | ----- | ----- | ------------- | ------------- | ------- | ------- | ------ | ------ |
| 2004/05         | ADO Den Haag    | Vlag van Nederland | Eredivisie          | 9          | 1          | 2     | 0     | —             | —             | —       | —       | 11     | 1      |
| 2005/06         | ADO Den Haag    | Vlag van Nederland | Eredivisie          | 19         | 1          | 3     | 0     | —             | —             | —       | —       | 22     | 1      |
| 2006/07         | ADO Den Haag    | Vlag van Nederland | Eredivisie          | 20         | 1          | 2     | 0     | —             | —             | —       | —       | 22     | 1      |
| 2007/08         | ADO Den Haag    | Vlag van Nederland | Eerste divisie      | 29         | 7          | 1     | 0     | —             | —             | 7       | 1       | 37     | 8      |
| 2008/09         | ADO Den Haag    | Vlag van Nederland | Eredivisie          | 17         | 1          | 1     | 1     | —             | —             | —       | —       | 18     | 2      |
| 2009/10         | ADO Den Haag    | Vlag van Nederland | Eredivisie          | 32         | 7          | 1     | 0     | —             | —             | —       | —       | 33     | 7      |
| 2010/11         | ADO Den Haag    | Vlag van Nederland | Eredivisie          | 32         | 7          | 2     | 0     | —             | —             | 3       | 1       | 37     | 8      |
| 2011/12         | ADO Den Haag    | Vlag van Nederland | Eredivisie          | 14         | 2          | 2     | 0     | 4             | 0             | —       | —       | 20     | 2      |
| Club totaal     | Club totaal     | Club totaal        | Club totaal         | 172        | 27         | 14    | 1     | 4             | 0             | 10      | 2       | 200    | 30     |
| 2011/12         | FC Twente       | Vlag van Nederland | Eredivisie          | 9          | 1          | —     | —     | 0             | 0             | 1       | 0       | 10     | 1      |
| 2012/13         | FC Twente       | Vlag van Nederland | Eredivisie          | 3          | 0          | 0     | 0     | 4             | 0             | —       | —       | 7      | 0      |
| Club totaal     | Club totaal     | Club totaal        | Club totaal         | 12         | 1          | 0     | 0     | 4             | 0             | 1       | 0       | 17     | 1      |
| 2012/13         | Feyenoord       | Vlag van Nederland | Eredivisie          | 25         | 1          | 3     | 0     | 6             | 0             | 0       | 0       | 34     | 1      |
| 2013/14         | Feyenoord       | Vlag van Nederland | Eredivisie          | 6          | 0          | 1     | 0     | 1             | 0             | 0       | 0       | 8      | 0      |
| 2014/15         | Feyenoord       | Vlag van Nederland | Eredivisie          | 0          | 0          | 0     | 0     | 1             | 0             | 0       | 0       | 1      | 0      |
| Club totaal     | Club totaal     | Club totaal        | Club totaal         | 31         | 1          | 4     | 0     | 8             | 0             | 0       | 0       | 43     | 1      |
| 2014/15         | Go Ahead Eagles | Vlag van Nederland | Eredivisie          | 15         | 2          | 2     | 0     | —             | —             | 0       | 0       | 17     | 2      |
| Club totaal     | Club totaal     | Club totaal        | Club totaal         | 15         | 2          | 2     | 0     | 0             | 0             | 0       | 0       | 17     | 2      |
| 2015/16         | FC Pune City    | Vlag van India     | Indian Super League | 6          | 0          | —     | —     | —             | —             | —       | —       | 6      | 0      |
| Club totaal     | Club totaal     | Club totaal        | Club totaal         | 6          | 0          | 0     | 0     | 0             | 0             | 0       | 0       | 6      | 0      |
| Carrière totaal | Carrière totaal | Carrière totaal    | Carrière totaal     | 236        | 31         | 20    | 1     | 16            | 0             | 11      | 2       | 294    | 34     |

Bijgewerkt op 4 juli 2021.